# Rue François Gay
 (août 2025).
La rue François Gay (en néerlandais : François Gaystraat) est une rue bruxelloise de la commune de Woluwe-Saint-Pierre qui va de l'avenue Louis Gribaumont à la rue Sombre sur une longueur totale de 1 100 mètres. Au carrefour avec l'avenue Père Damien s'est créée une petite « place Père Damien ».

## Historique et description
Anciennement la prolongation de la rue du Duc, cette portion de rue fut nommée ainsi fin 1918 à la mémoire du soldat Jean François Gay, né le 30 août 1888 à Woluwe-Saint-Pierre et mort le 7 mai 1916 à l'hôpital militaire de Fontgombault en France des suites de ses blessures lors de la Première Guerre mondiale.

## Situation et accès
Au-delà du carrefour avec l'avenue Père Damien se trouve le jardin des Franciscaines, parc public qui permet de passer de la rue François Gay à l'Avenue de Tervueren. Ancien jardin-parc des religieuses Franciscaines de Marie qui y avaient leur couvent (et pensionnat) était connu localement comme « Parc Monsanto », du nom de la société qui avait racheté le couvent aux religieuses. L'espace vert fut officiellement nommé « Jardin des Franciscaines » en avril 2017. Les religieuses y avaient un couvent, avec chapelle Saint-François, qui donne sur l'avenue Père Damien (no 31). 
En septembre 2022, l'école catholique privée internationale d'immersion bilingue Agnes School s'installe dans l'ancien couvent des Sœurs franciscaines, après avoir acheté le bâtiment, pour y créer une section secondaire.

## Institutions
- De nombreuses maisons de cette rue sont répertoriées dans l'inventaire du patrimoine architectural de Bruxelles[5].
- L'institut technique Don Bosco de Bruxelles occupe l'angle de la rue du Val d'Or avec la rue François-Gay sur laquelle il a une longue façade.
- Plus loin se trouve, du côté droit, le commissariat de police qui occupe l'arrière de la maison communale de Woluwe-Saint-Pierre.
- À son l'extrémité, la rue donne accès à l'église Saint-Pierre, église de ce qui était le village de Woluwe-Saint-Pierre.